# Chinese Super League
Die Chinese Super League (中超聯賽 / 中超联赛), kurz für Chinese Football Association Super League, Abk.: CSL (中国足球协会超级联赛, kurz: 中超), ist die höchste chinesische Fußball-Spielklasse. Sie wurde 2004 gegründet, nachdem ein Jahr zuvor die 1994 gegründete Chinese Jia-A League eingestellt worden war. Sie untersteht der Chinese Football Association, dem nationalen Fußballverband. Seit 2014 heißt die Liga Ping An Chinese Football Association Super League, benannt nach ihrem Hauptsponsor Ping An Insurance. Seit 2025 untersteht die CSL dem neu gegründeten finanziell unabhängigen Verband des Chinese Professional Football League (中国足球职业联赛联合会, kurz 中足联), welcher die Vorgängerorganisation CFL ersetzt.

## Geschichte

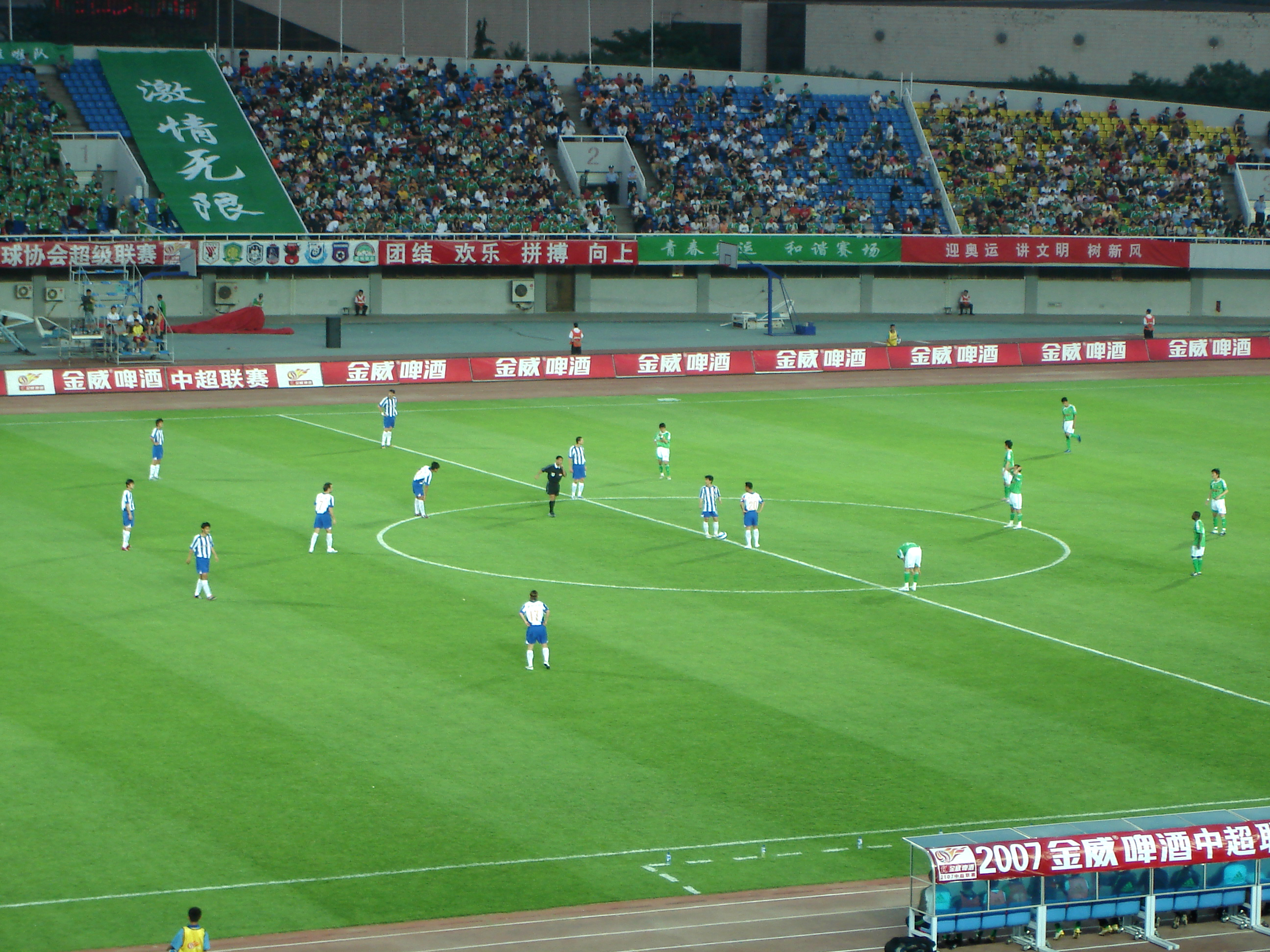
Ligaspiel Beijing Guoan – Shaanxi Baorong im Fengtai-Stadion (Mai 2007)

Die Liga ersetzte 2004 die bis dahin höchste Liga Chinas – die Jia A League – wegen eines Korruptionsskandals, bei dem Recherchen des chinesischen Fernsehens aufgedeckt hatten, dass mindestens die Hälfte der Spiele der Saison 2003 manipuliert worden waren. Dieser Skandal führte beinahe zum finanziellen Zusammenbruch, da Sponsorenverträge in Höhe von 21 Millionen US-Dollar gekündigt wurden. Ursprünglich war geplant, die neue Liga mit einem Absteiger und zwei Aufsteigern zu spielen. Es nahmen in der ersten Saison zwölf Mannschaften am Ligabetrieb teil. Es gab keinen Absteiger, aber zwei Vereine aus der zweiten Liga kamen hinzu. Der erste Meister der neuen Profiliga war Shenzhen Jianlibao. Vor der Saison 2006 drohte der chinesische Fußballverband, die Liga wegen anhaltender Korruption zu schließen. 2006 sollte die Liga bis auf 16 Vereine aufgestockt werden, der Verein Sichuan Guancheng zog sich jedoch kurz vor Beginn der neuen Saison aus der Liga zurück. Damit fand die Liga mit nur 15 Mannschaften statt. Auch für die Saison 2007 plante die Liga mit 16 Mannschaften, doch auch diese Saison wurde nur mit 15 Vereinen gespielt. Der Besitzer von Shanghai United wurde Mehrheitseigner von Shanghai Shenhua und verschmolz beide Vereine. Der Fusionsverein verschwand am Ende aus der Liga, da er die kleinere Fanbasis hatte. Chinesischer Rekordmeister ist der Verein Guangzhou Evergrande mit sieben gewonnenen Meisterschaften.
Am Ende der Saison 2015 erwarb das chinesische Medienunternehmen Ti’ao Dongli für umgerechnet rund 1,25 Milliarden US-Dollar die Übertragungsrechte der Chinese Super League bis 2020.

## Modus
In der Chinese Super League spielen 16 Mannschaften um den Titel des chinesischen Fußballmeisters. In dem auch in vielen europäischen Ländern angewandten Modus mit Hin- und Rückrunde spielt jedes Team zweimal gegen jeden anderen Verein. Für einen Sieg erhält eine Mannschaft drei Punkte, bei einem Remis bekommt jedes Team einen Punkt. Die Saison findet innerhalb eines Kalenderjahres statt, sie beginnt im Februar oder März und endet im November oder Dezember.
Die Mannschaft, die am Ende der 30 Spieltage umfassenden Saison die meisten Punkte erreicht hat, ist chinesischer Meister. Die beiden Vereine mit den wenigsten Punkten steigen in die CFA Jia League, die zweite Liga des Landes, ab.
Aktuell qualifizieren sich der Meister und der Pokalsieger direkt für die Gruppenphase der nächsten AFC Champions League. Der Tabellenzweite und Tabellendritte startet in den Qualifikationsrunden des gleichen Wettbewerbes. Sollte der Pokalsieger schon für die Gruppenphase oder die Qualifikationsrunden qualifiziert sein, bekommt der Tabellenvierte den Startplatz.
Aufgrund der Ausbreitung des Corona-Virus in der Saison 2020/2021 wurde der Modus der Liga geändert. Die 16 Vereine werden in zwei 8er Gruppen aufgeteilt, die jeweiligen Gruppen spielen abgeschottet vom Rest der Bevölkerung in den chinesischen Metropolen Dalian (im Nordosten) und Suzhou (im Osten) die Hauptrunde. Die besten vier Mannschaften der zwei Gruppen ziehen in die Meisterschaftsrunde ein, die restlichen vier Mannschaften in die Relegationsrunde.

## Vereine der Saison 2024
| Verein                   | Beheimatet in, Provinz | Stadion                                         | Kapazität |
| ------------------------ | ---------------------- | ----------------------------------------------- | --------- |
| Beijing Guoan            | Peking (RU)            | Workers Stadium / Arbeiterstadion               | 68.000    |
| Cangzhou Mighty Lions FC | Cangzhou, Hebei        | Cangzhou Stadium                                | 31.836    |
| Changchun Yatai          | Changchun, Jilin       | Changchun Stadium                               | 38.500    |
| Chengdu Rongcheng FC     | Chengdu, Sichuan       | Phoenix Hill Football Stadium                   | 50.695    |
| Henan FC                 | Zhengzhou, Henan       | Zhengzhou Hanghai Stadium                       | 29.860    |
| Meizhou Hakka            | Wuhua, Guangdong       | Huitang Stadium                                 | 30.000    |
| Nantong Zhiyun           | Rugao, Jiangsu         | Rugao Olympic Sports Centre Stadium             | 15.000    |
| Qingdao Hainiu           | Qingdao, Shandong      | Qingdao Youth Football Stadium                  | 50.000    |
| Qingdao West Coast FC    | Qingdao, Shandong      | Guzhenkou University City Sports Center Stadium | 20.000    |
| Shandong Taishan         | Jinan, Shandong        | Jinan Olympic Sports Center Stadium             | 56.808    |
| Shanghai Port FC         | Shanghai (RU)          | Pudong-Fußballstadion                           | 37.000    |
| Shanghai Shenhua         | Shanghai (RU)          | Shanghai-Stadion                                | 72.000    |
| Shenzhen Peng City FC    | Shenzhen, Guangdong    | Bao'an-Stadion                                  | 44.000    |
| Tianjin Jinmen Tiger     | Tianjin (RU)           | Tianjin Olympic Centre Stadium                  | 60.000    |
| Wuhan Three Towns FC     | Wuhan, Hubei           | Wuhan-Sports-Center-Stadion                     | 54.000    |
| Zhejiang Professional FC | Huzhou, Zhejiang       | Hangzhou-Dragon-Stadion                         | 51.139    |

## Meister der Super League
| Saison | Meister                 | Vizemeister             | Dritter Platz            |
| ------ | ----------------------- | ----------------------- | ------------------------ |
| 2004   | Shenzhen Jianlibao      | Shandong Luneng Taishan | Inter Shanghai           |
| 2005   | Dalian Shide            | Shanghai Shenhua        | Shandong Luneng Taishan  |
| 2006   | Shandong Luneng Taishan | Shanghai Shenhua        | Beijing Guoan            |
| 2007   | Changchun Yatai         | Beijing Guoan           | Shandong Luneng Taishan  |
| 2008   | Shandong Luneng Taishan | Shanghai Shenhua        | Beijing Guoan            |
| 2009   | Beijing Guoan           | Changchun Yatai         | Henan Construction       |
| 2010   | Shandong Luneng Taishan | Tianjin Teda            | Shanghai Shenhua         |
| 2011   | Guangzhou Evergrande    | Beijing Guoan           | Liaoning Hongyun         |
| 2012   | Guangzhou Evergrande    | Jiangsu Sainty          | Beijing Guoan            |
| 2013   | Guangzhou Evergrande    | Shandong Luneng Taishan | Beijing Guoan            |
| 2014   | Guangzhou Evergrande    | Beijing Guoan           | Guangzhou R&F            |
| 2015   | Guangzhou Evergrande    | Shanghai SIPG           | Shandong Luneng Taishan  |
| 2016   | Guangzhou Evergrande    | Jiangsu Suning          | Shanghai SIPG            |
| 2017   | Guangzhou Evergrande    | Shanghai SIPG           | Tianjin Quanjian         |
| 2018   | Shanghai SIPG           | Guangzhou Evergrande    | Shandong Luneng Taishan  |
| 2019   | Guangzhou Evergrande    | Beijing Guoan           | Shanghai SIPG            |
| 2020   | Jiangsu Suning          | Guangzhou Evergrande    | Beijing Guoan            |
| 2021   | Shandong Taishan        | Shanghai Port FC        | Guangzhou FC             |
| 2022   | Wuhan Three Towns FC    | Shandong Taishan        | Zhejiang Professional FC |
| 2023   | Shanghai Port FC        | Shandong Taishan        | Zhejiang Professional FC |
| 2024   | Shanghai Port FC        | Shanghai Shenhua FC     | Chengdu Rongcheng FC     |

## Torschützenkönige

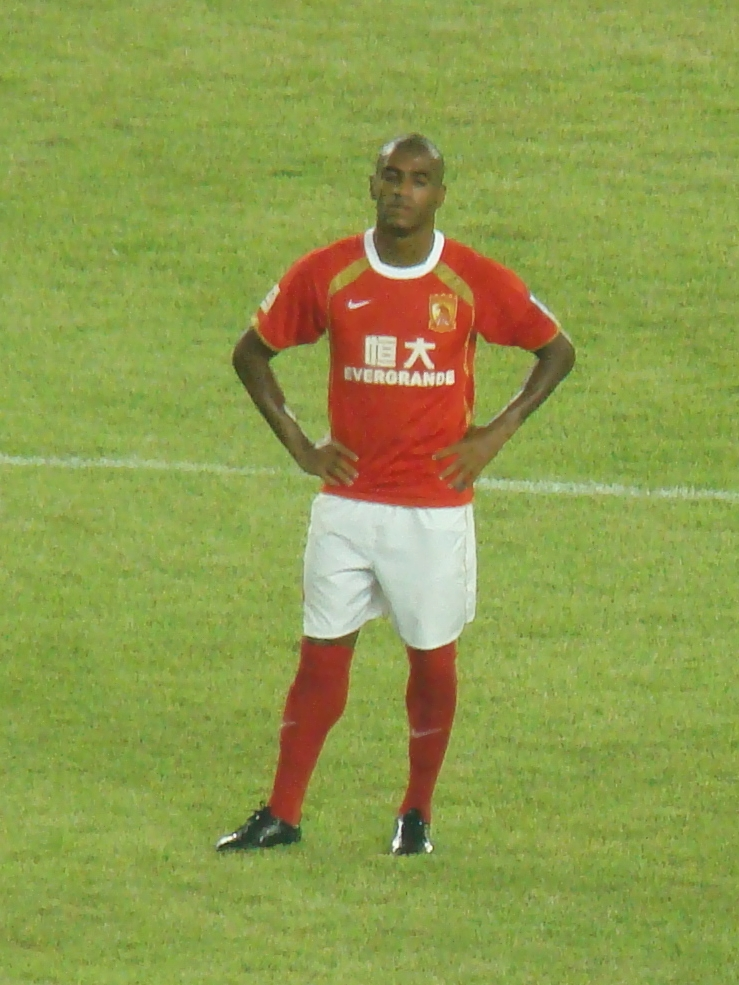
Muriqui, Torschützenkönig 2011

| Saison                                        | Torschütze           | Verein                                             | Tore |
| --------------------------------------------- | -------------------- | -------------------------------------------------- | ---- |
| 2004                                          | Kwame Ayew           | Inter Shanghai                                     | 17   |
| 2005                                          | Branko Jelić         | Beijing Guoan                                      | 21   |
| 2006                                          | Li Jinyu             | Shandong Luneng Taishan                            | 26   |
| 2007                                          | Li Jinyu             | Shandong Luneng Taishan                            | 15   |
| 2008                                          | Éber Luís            | Tianjin Teda                                       | 14   |
| 2009                                          | Luis Alfredo Ramírez | Guangzhou GPC                                      | 17   |
| 2009                                          | Hernán Barcos        | Shenzhen Asia Travel                               | 17   |
| 2010                                          | Duvier Riascos       | Shanghai Shenhua                                   | 20   |
| 2011                                          | Muriqui              | Guangzhou Evergrande                               | 16   |
| 2012                                          | Cristian Dănălache   | Jiangsu Guoxin-Sainty                              | 23   |
| 2013                                          | Elkeson              | Guangzhou Evergrande                               | 24   |
| 2014                                          | Elkeson              | Guangzhou Evergrande                               | 28   |
| 2015                                          | Aloísio              | Shandong Luneng Taishan                            | 22   |
| 2016                                          | Ricardo Goulart      | Guangzhou Evergrande                               | 19   |
| 2017                                          | Eran Zahavi          | Guangzhou R&F                                      | 27   |
| 2018                                          | Wu Lei               | Shanghai SIPG                                      | 25   |
| 2019                                          | Eran Zahavi          | Guangzhou R&F                                      | 29   |
| 2020                                          | Cédric Bakambu       | Beijing Guoan                                      | 14   |
| 2021                                          | Júnior Negrão        | Changchun Yatai                                    | 14   |
| 2022                                          | Marcão               | Wuhan Three Towns FC                               | 27   |
| 2023                                          | Leonardo             | Shandong Taishan (10) Zhejiang Professional FC (9) | 19   |
| 2024                                          | Wu Lei               | Shanghai Port FC                                   | 34   |
| Rekordmarke chinesischer Fußballer des Jahres |                      |                                                    |      |

## Entwicklung der Zuschauerzahlen
Das Zuschauerinteresse stieg in den letzten Jahren stark an. Mit einem Zuschauerschnitt von 23.985 in der Saison 2018 lag die Liga ungefähr auf dem Niveau der italienischen Serie A.
| Saison | Schnitt           | Spiele            | Gesamt            |
| ------ | ----------------- | ----------------- | ----------------- |
| 2010   | 14.890            | 240               | 3.326.825         |
| 2011   | 17.675            | 240               | 4.242.027         |
| 2012   | 18.662            | 240               | 4.478.816         |
| 2013   | 18.571            | 240               | 4.457.136         |
| 2014   | 18.756            | 240               | 4.501.530         |
| 2015   | 21.892            | 240               | 5.057.100         |
| 2016   | 24.238            | 240               | 5.792.767         |
| 2017   | 23.766            | 240               | 5.703.907         |
| 2018   | 23.985            | 240               | 5.756.354         |
| 2019   | 23.234            | 240               | 5.576.209         |
| 2020   | COVID-19-Pandemie | COVID-19-Pandemie | COVID-19-Pandemie |
| 2021   | COVID-19-Pandemie | COVID-19-Pandemie | COVID-19-Pandemie |

## Ausländerregelung der CSL
Profifußballer erhalten in China ein relativ hohes Gehalt im Vergleich zu anderen Fußballligen. Daher sind mehrere Spieler aus Südamerika, Afrika und Europa bei chinesischen Vereinen unter Vertrag. Die Verbandsregeln limitieren die Anzahl ausländischer Spieler jedoch wie folgt:
| Saison    | Kader | Auf dem Feld | Zusatz |
| --------- | ----- | ------------ | --- |
| 1994–2000 | 3     | 3            | |
| 2001–2003 | 4     | 3            | |
| 2004–2006 | 3     | 2            | nach 2006 wurden Spieler aus Hongkong, Macau und Taiwan nicht mehr als Ausländer angesehen (ausgenommen Torhüter) |
| 2007–2008 | 4     | 3            | |
| 2009–2016 | 4+1   | 3+1          | „+1“ bezieht sich auf einen zusätzlichen Spieler aus einem AFC-Mitgliedsland                                      |
| 2017–     | 4+1   | 3            | Vereine dürfen höchstens 3 ausländische Spieler pro Spiel einsetzen.                                              |